# Jiang Zemin
Jiang Zemin (en chino tradicional, 江澤民; en chino simplificado, 江泽民; pinyin, Jiāng Zémín; Yangzhou, 17 de agosto de 1926-Shanghái, 30 de noviembre de 2022) fue un político chino. Fue el cuarto líder supremo del país, ocupando el cargo de secretario general del Partido Comunista de China desde marzo de 1989 hasta marzo de 2002, además de la presidencia de la República Popular China entre marzo de 1993 y marzo de 2003.
Jiang Zemin llegó al poder inesperadamente como candidato de compromiso tras las protestas de la plaza de Tiananmén de 1989, cuando reemplazó a Zhao Ziyang como secretario general del PCCh después de que Zhao fuera destituido por su apoyo al movimiento estudiantil. En ese momento, Jiang había sido el líder del partido de Shanghái. A medida que la participación de los "Ocho Ancianos" en la política china disminuyó constantemente, Jiang consolidó su control del poder para convertirse en el "líder supremo" del país durante la década de 1990. Instado por la inspección del sur de Deng Xiaoping en 1992, Jiang introdujo oficialmente el término "economía de mercado socialista" en su discurso durante el XIV Congreso Nacional del Partido Comunista Chino celebrado más tarde ese año, que acelero la "reforma económica china".
Bajo el liderazgo de Jiang, China experimentó un crecimiento económico sustancial con la continuación de las reformas de mercado. El regreso de Hong Kong por el Reino Unido en 1997 y de la transferencia de soberanía sobre Macao de Portugal en 1999, y entrada en la Organización Mundial del Comercio en 2001, fueron momentos emblemáticos de su época.
China también fue testigo de mejores relaciones con el mundo exterior, mientras que el Partido Comunista de China mantuvo su estricto control sobre el estado. Jiang enfrentó críticas por abusos de los derechos humanos, incluida la represión contra el movimiento Falun Gong. Sus contribuciones a la doctrina del partido, conocidas como la "Triple representatividad", se recogieron en la constitución del Partido Comunista Chino en 2002.
Jiang gradualmente dejó vacantes sus títulos oficiales de liderazgo de 2002 a 2005, siendo sucedido en estos roles por Hu Jintao, aunque el y su facción política continuó influyendo en los asuntos hasta mucho más tarde. El 30 de noviembre de 2022, fallecería por leucemia e insuficiencia orgánica en Shanghái.

## Biografía

### Primeros años
Los antepasados de Jiang se trasladaron desde el distrito de Jingde, en Huizhou (actual provincia de Anhui), o el de Wuyuan (actual provincia de Jiangxi) al distrito de Jiangdu, en la provincia de Jiangsu. Su abuelo, Jiang Shixi, se ganaba la vida con la medicina, pero en 1915 dejó la medicina para dedicarse a los negocios y, más tarde, se hizo socio de la compañía naviera Dada Inland Waterways de Yangzhou. Jiang Shixi tuvo siete hijos, y el hijo mayor de Jiang Shixi, Jiang Shijun, era el padre biológico de Jiang Zemin.
Jiang Zemin nació el 17 de agosto de 1926 en Tianjiaxiang, distrito de Jiangdu, provincia de Huaiyang, provincia de Jiangsu, República de China (actual Yangzhou). Jiang Shijun y su mujer Wang Yeping tuvieron cinco hijos. Jiang Zemin era el tercero de los hermanosː el hermano mayor era Jiang Zegun, su segunda hermana Jiang Zefen, la hermana menor Jiang Zenan (Lan) y el hermano menor Jiang Zekuan. De joven, Jiang Zemin vivía con su familia en una mansión de Tianjiaxiang, en Yangzhou, situada en el distrito de Dongguan, una zona acomodada de la época y adyacente al canal Pekín-Hangzhou. La casa de la familia Jiang era un recinto tradicional chino con un patio en el centro, con tallas y libros colocados en el salón; el abuelo de Jiang tuvo una gran influencia en el joven Jiang Zemin.
Cuando su abuelo murió, él tenía siete años de edad. La situación económica de la familia de Jiang se volvió embarazosa y se trasladaron a una zona más pobre, donde Jiang Zemin se matriculó ese mismo año en la escuela primaria experimental de Jiangdu. Durante sus años en la escuela primaria, Jiang continuó con su hábito de recitar poemas antiguos y practicar la caligrafía en caracteres chinos tradicionales, que siguió prefiriendo después de asumir cargos de liderazgo. En la época del Incidente de Xi'an, Jiang, de 10 años de edad, escribió un artículo en apoyo del "consejo militar" de Zhang Xueliang a Chiang Kai-shek, entonces Presidente de la Comisión Militar del Gobierno Nacional.

### Escuelas secundarias, universidades

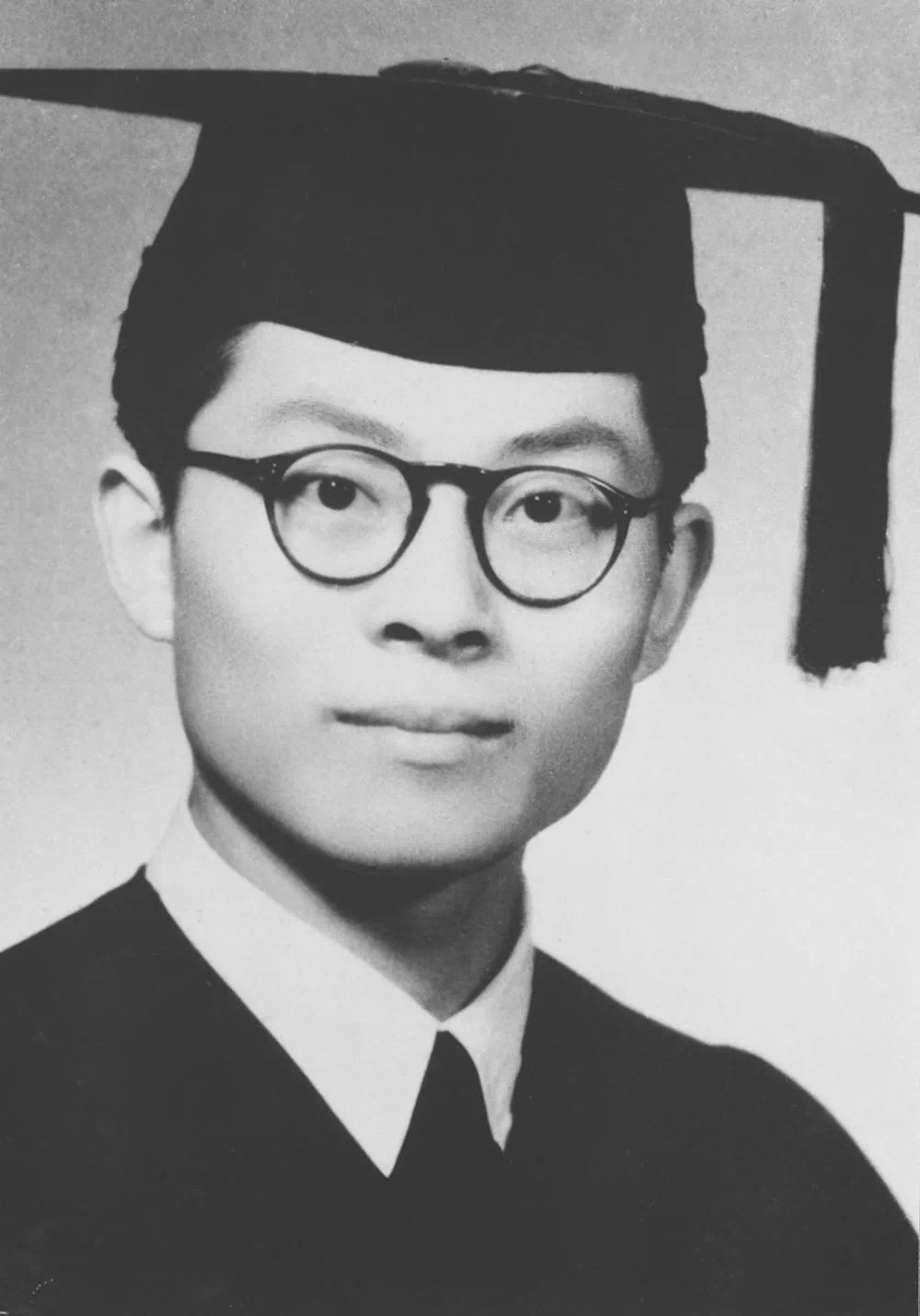
Foto de graduación de Jiang, tomada en 1947

En el verano de 1937, Jiang Zemin se matriculó en el instituto de Yangzhou, que fue ocupado por el Ejército japonés tras la batalla de Nankín del 14 de diciembre de 1937. A finales de 1939 se reanudaron las clases en la escuela de Jiang Zemin, y los japoneses obligaron a los estudiantes de la zona ocupada a aprender japonés, pero Jiang Zemin apenas aprobó el japonés debido a su resistencia, y le fue mejor en otras asignaturas e instrumentos musicales en la escuela.
En 1943, Jiang Zemin fue "admitido directamente" al pasar del segundo año de bachillerato en la Escuela Secundaria de Yangzhou al segundo año del Departamento de Ingeniería Eléctrica de la Universidad Central de Nankín, que había sido restablecido por el Gobierno Nacional de Wang Jingwei, y fue uno de los estudiantes más jóvenes matriculados en la misma clase. Jiang participó activamente en varias sociedades y actividades literarias, entró a la Sociedad de Salvación de la Juventud y organizó una campaña de limpieza para resistirse a las casas de fumadores.
En septiembre de 1945, el Gobierno Nacionalista de Nankín asumió el control de las zonas ocupadas por Japón tras la rendición de este país, y el 26 de septiembre promulgó un decreto titulado "Procedimientos para volver a examinar a los estudiantes de las universidades de las zonas caídas", que no reconocía los resultados de las universidades a las que pertenecía el Gobierno Nacionalista de Wang Jingwei e invalidaba los créditos cursados, por lo que los estudiantes debían realizar nuevos exámenes y repetir la formación ideológica y política. Así, Jiang Zemin se involucró por primera vez en una manifestación estudiantil organizada por el Partido Comunista Chino, que acabó obligando al Ministerio de Educación a restablecer los créditos para los estudiantes de las zonas caídas. Jiang Zemin se trasladó a la Universidad Provisional de Shanghái en 1946 y al Departamento de Ingeniería Eléctrica de la Universidad Nacional Chiao Tung en 1947.
En abril de 1946, fue introducido en el Partido Comunista por su compañero de clase Wang Jiayou y participó en varias manifestaciones dirigidas por dicho partido en protesta contra el Gobierno Nacional de Nankín durante su estancia en la Universidad Provisional de Shanghái y en la Universidad Nacional Chiao Tung. En el verano de 1947, a la edad de 21 años, Jiang se graduó en la Universidad Nacional de Chiao Tung, donde estudió generación de energía y transporte con Zhu Tuhua y Gu Yuzhang.

### Antes y después de la fundación de la República Popular China
Tras su graduación, encontró un trabajo como ingeniero de suministros eléctricos en Shanghái Haining Yangtze, más tarde conocida como Shanghái Yimin Food Factory N.º 1. La empresa era un conocido fabricante de helados y paletas con sabor a fruta, con una gran instalación de refrigeración, y Jiang y su amigo de la universidad Tong Zonghai se incorporaron a la sección de ingeniería del departamento de suministro de energía, trabajando en la reparación y el mantenimiento de los equipos. Sin embargo, los buenos tiempos no duraron mucho, ya que la segunda guerra civil comunista seguía su curso y el ejército nacional luchaba contra ella, por lo que el gobierno compró Haining Yangtze para equilibrar sus recursos. Mientras tanto, Jiang Zemin ocultó que militaba en el Partido Comunista y permaneció como ingeniero técnico en la Sección de Energía.
En vísperas de la Campaña de Shanghái de 1949, Jiang Zemin cooperó con los trabajadores de las fábricas para proteger la propiedad de la destrucción por parte de los nacionalistas chinos. Después de que el Ejército Popular de Liberación (EPL) chino invadiera Shanghái, su afiliación al PCC se hizo pública y fue nombrado representante del Partido en la fábrica, así como ingeniero adjunto, jefe de la Sección de Obras Públicas y jefe del Taller de Energía. Poco después, Wang Daohan, que estaba a cargo de la industria de Shanghái, le ascendió al puesto de director general. El 6 de enero de 1951, Jiang Zemin se casó con Wang Yeping, y en 1951 y 1954 nacieron su hijo mayor Jiang Mianheng y su segundo hijo Jiang Miankang.
En julio de 1952, Wang Daohan trasladó a Jiang Zemin, de 25 años, a la China Soap Company, que acababa de pasar a manos del Gobierno Popular Municipal de Shanghái, como subdirector de la fábrica para su nacionalización, siendo jefe de la Sección de Ingeniería Eléctrica de la Segunda Sección de Diseño.

### Período de Changchun FAW
En noviembre de 1954, Jiang Zemin fue trasladado a la recién creada First Automobile Works N.º 1 de Changchun. En la primavera de 1956, Jiang regresó a China como jefe del departamento de energía de la Fábrica de Automóviles n.º 1 de Changchun, donde dirigió dos laboratorios y más de 100 empleados. El 15 de julio del mismo año, el primer vehículo producido por la planta, el "Camión Jiefang", salió de la línea de montaje; al mismo tiempo, Jiang Zemin fue ascendido a Director Adjunto de la División de Energía y Secretario de la Rama del Partido de la División de Energía.
Sin embargo, en 1956, Mao Zedong, presidente del Comité Central del Partido Comunista de China, lanzó la campaña "Cien Flores y Cien Escuelas de Pensamiento", que interrumpió el ritmo de producción de FAW Changchun y condujo directamente a la campaña antiderechista de 1957. El número de "derechistas" se fijó por orden del gobierno central. A pesar de la resistencia inicial a la política, Jiang Zemin se vio presionado a participar a causa de la situación y siguió permaneciendo pasivo durante la campaña antiderechista de 1959. En 1958 Mao Zedong visitó la Primera Fábrica de Automóviles de Changchun; los dirigentes de la planta en aquel momento, queriendo complacer a Mao, prometieron duplicar la producción anual de camiones hasta 40.000 unidades y reducir los costes a la mitad. Ese mismo año, la fábrica creó una rama de energía, para lograr este objetivo, con Jiang Zemin como director. Debido a las excesivas presiones de producción y a la mala calidad de los productos, nunca pudo satisfacer las necesidades. Poco después, el Comité Central del Partido Comunista de China presentó las tres banderas rojas (la línea general de la construcción socialista, el movimiento del Gran Salto Adelante y la comunización de las comunas populares), seguidas de los Tres Años de Dificultades, y los trabajadores de la Primera Planta de Fabricación de Automóviles de Changchun fueron reclutados para ayudar a los campesinos en la producción. Entre finales de 1958 y principios de 1959, influenciados por las relaciones diplomáticas chino-soviéticas, Changchun FAW comenzó a reorganizarse, y se fusionaron siete divisiones en una nueva subplanta de energía, con Jiang Zemin como director de la planta, el responsable de las necesidades de energía de todas las subplantas.
En 1960, las relaciones entre China y la Unión Soviética se deterioraron aún más cuando Jruschov, Primer Secretario del Comité Central del Partido Comunista de la Unión Soviética, ordenó la retirada de todos los expertos y asesores soviéticos en China continental; Changchun FAW también se enfrentó a la falta de acero, energía, combustible y alimentos. En aquel momento, el Comité Central del Partido Comunista decidió renovar la potencia de las grandes empresas chinas para que utilizaran crudo como combustible, y Changchun fue elegida como piloto de innovación para el proyecto de renovación debido a su proximidad a los campos petrolíferos de Daqing, en la provincia de Heilongjiang. Zhou Jiannan, viceministro del Primer Ministerio de Industria de Maquinaria, visitó personalmente Changchun FAW para supervisar el proyecto y dio un calendario de solo tres meses para la conversión del sistema de generación de energía a carbón y petróleo, con Jiang Zemin como jefe de esta misión. Jiang Zemin logró elaborar un plan para la conversión, construyendo tanques de almacenamiento y probando repetidamente la tecnología energética, por lo cual sufrió de agotamiento, pero finalmente consiguió completar la conversión dentro del plazo establecido, con FAW alimentada exitosamente por petróleo crudo y 100.000 ciudadanos de Changchun sobreviviendo al invierno. Muchos años después, Jiang Zemin recordó el proyecto de conversión como uno de los mayores logros de su vida. Sus habilidades empresariales y de liderazgo impresionaron entonces a Zhou Jiannan.

### La Revolución Cultural
En 1962, Wang Daohan trasladó a Jiang Zemin a Shanghái como primer vicedirector del Instituto de Ciencias Eléctricas de Shanghái del Primer Ministerio de Industria de Maquinaria con vistas a desarrollar la cooperación internacional. De este modo, Jiang Zemin tuvo numerosas oportunidades de visitar el extranjero y su perspectiva internacional empezó a tomar forma. En 1965, el Primer Ministerio de Maquinaria le nombró Director y Vicesecretario del Comité del Partido (Secretario del Partido en funciones) del recién creado Instituto de Ingeniería Térmica y Maquinaria de Wuhan. Sin embargo, su familia no pudo acompañarle y, a pesar de las vacaciones mensuales para reunirse, Jiang y su esposa se vieron obligados a vivir separados durante veinte años; no obstante, este puesto también ayudó a mantener a Jiang alejado del torbellino político de Shanghái y Pekín, etc. En 1967, la Revolución Cultural comenzó a arrasar Wuhan, y los Guardias Rojos empezaron a atacarle a cada paso, por lo que fue retirado de su puesto de director y obligado a someterse a las críticas y la censura. Tras una suspensión de dos años, fue enviado a trabajar a la Escuela de Cuadros 7 de Mayo.
En 1970, Jiang Zemin dejó la escuela de cuadros y regresó a Pekín, donde se convirtió en subdirector de la Oficina de Asuntos Exteriores del Primer Ministerio de Industria de Maquinaria. Coincidió con el período de la Guerra Fría, cuando China y la Unión Soviética estaban enfrentadas y Rumanía era uno de los pocos países socialistas que seguía manteniendo relaciones amistosas con China. Por el deseo común de separarse de la influencia soviética, China aceptó ayudar a Rumanía a construir quince plantas de fabricación de maquinaria. Por ello, el Primer Ministerio de la Industria de la Maquinaria (FMMI) envió a Jiang Zemin a Rumanía al frente de una delegación para estudiar la viabilidad de la construcción de las plantas; el viaje también supuso una fuerte conmoción para Jiang, quien, tras finalizar su misión en Rumanía en 1972, volvió a ser subdirector de la Oficina de Asuntos Exteriores del FMMI e impulsó la finalización del acuerdo de ayuda a Rumanía en marzo de 1973. China y Rumanía concluyeron un acuerdo de asistencia para la construcción de quince fábricas.
El 6 de octubre de 1976, poco después de la muerte de Mao Zedong, Hua Guofeng y Ye Jianying tomaron medidas rápidas para detener a la Banda de los Cuatro y confiscar la Emisora Popular Central y el Diario del Pueblo, lo que se conoce en la historia como el "Aplastamiento de la Banda de los Cuatro". Sin embargo, la Banda de los Cuatro aún contaba con 30.000 soldados y 80.000 armas en su campamento base de Shanghái, y tenía la intención de enfrentarse al gobierno central. En ese momento, el Comité Central envió un grupo de trabajo a Shanghái para restaurar el orden, incluyendo a Jiang Zemin, que tenía 50 años. A pesar de la presión, el grupo de trabajo de Shanghái fue un gran éxito. Un año después regresó a Pekín y se convirtió en jefe de la Oficina de Asuntos Exteriores del Primer Ministerio.

### Acceso al centro
En abril de 1979, Deng Xiaoping propuso la creación de Zonas Económicas Especiales (ZEE) para animar a los inversores extranjeros a instalar fábricas en ellas; las primeras ZEE se ubicaron en Shenzhen, Zhuhai y Shantou, en la provincia de Guangdong, y en Xiamen, en la de Fujian. El Consejo de Estado creó el Comité de Gestión de las Importaciones y Exportaciones y el Comité de Gestión de la Inversión Extranjera para aplicar la política de puertas abiertas, y el vice primer ministro Gu Mu fue el director de ambos comités. Wang Daohan, que ya había reanudado su trabajo y era vicedirector de ambos comités, recomendó a Jiang Zemin a Gu Mu, que se convirtió en vicedirector y secretario general de ambos comités y miembro del grupo del partido en 1980, encargado de aplicar políticas especiales y medidas flexibles en las provincias de Guangdong y Fujian y de gestionar zonas económicas especiales a modo de prueba. En agosto de 1980, hizo una presentación en nombre del Consejo de Estado ante la 15.ª reunión del Comité Permanente del Quinto Congreso Popular Nacional sobre el establecimiento de Zonas Económicas Especiales en las provincias de Guangdong y Fujian y el Reglamento de Zonas Económicas Especiales en la provincia de Guangdong, que fue aprobado por la reunión y anunció el nacimiento formal de las Zonas Económicas Especiales en forma de leyes nacionales.
En otoño de 1980, por invitación de la Organización de las Naciones Unidas, la Comisión Estatal de Importación y Exportación organizó una delegación para visitar los centros de importación y exportación y las zonas francas de 12 países, con Jiang Zemin a la cabeza. A su regreso a China, la delegación, bajo la presidencia de Jiang Zemin, enumeró audaces recomendaciones en un informe presentado a la dirección central, entre ellas que los gobiernos locales autorizaran la desgravación fiscal, la transferencia de tierras y la retención de divisas, y sugerir que se permitiera a las empresas de propiedad extranjera contratar y despedir por sí mismas a los trabajadores. Algunas de las recomendaciones del informe se adoptaron posteriormente, y la capacidad de análisis y la audacia de Jiang Zemin recibieron mayor atención y elogios.
En marzo de 1982, el Consejo de Estado llevó a cabo nuevas reformas institucionales, fusionando los dos comités con varios otros ministerios para formar el Ministerio de Comercio Exterior y Cooperación Económica; Jiang Zemin volvió a ser nombrado Primer Viceministro y Subsecretario del Grupo del Partido del recién creado Ministerio de Industria Electrónica en mayo del mismo año. En septiembre, fue elegido miembro del 12.º Comité Central del Partido Comunista de China en el 12.º Congreso del Partido Comunista. En junio de 1983, Jiang Zemin fue ascendido a Ministro y Secretario del Partido del Ministerio de Industria Electrónica, y durante su mandato propuso un plan para el desarrollo de la industria electrónica, que fue aprobado por el Consejo de Estado. El plan pretendía establecer una base industrial, con el objetivo de multiplicar por ocho la producción anual para el año 2000 en comparación con la de 1980, y reducir la producción de radios y televisores en blanco y negro y ampliar la de teléfonos y televisores en color, así como adoptar normas internacionalmente aceptadas para sustituir las anticuadas normas soviéticas. Entre otras cosas, Jiang Zemin consideraba prioritarios los ordenadores y los circuitos integrados; en abril de 1984, un lanzamiento exitoso del cohete Long March 3 envió al espacio el satélite de comunicaciones Dong Fang Hong 2, convirtiendo a China en el quinto país en poder lanzar un satélite en órbita geosincrónica.

### Dominando Shanghái
En 1985  expiró el mandato de Wang Daohan como alcalde del Gobierno Popular Municipal de Shanghái. En aquel momento, la opinión pública de Shanghái consideraba que Wang Daohan carecía de dinamismo de liderazgo en su vejez, o que Shanghái no contaba con el apoyo del gobierno central. En junio de 1985, el Comité Central del Partido Comunista decidió que Rui Xingwen se convirtiera en secretario de dicho Comité en Shanghái y Jiang Zemin en vicesecretario del mismo en Shanghái.
Al principio de su mandato, Jiang dio una rueda de prensa y anunció que el desarrollo urbano de Shanghái se apoyaría en el desarrollo de infraestructuras, la atracción de inversiones extranjeras y la expansión de las exportaciones, así como el fortalecimiento de la tecnología y la formación. Comenzó por aumentar las reservas de alimentos y negociar con otras provincias y ciudades el suministro de alimentos (posteriormente sustituido por el proyecto de la cesta de verduras); en segundo lugar, mejoró el transporte construyendo una nueva estación de ferrocarril en Shanghái, ampliando el aeropuerto internacional y construyendo una terminal de pasajeros, lo que sentó las bases de lo que sería la Nueva Área de Pudong.
Poco después, puso en marcha el Plan Maestro de Shanghái, centrado en tres zonas: el centro de la ciudad, incluida la vasta zona de Pudong al este del río Huangpu; siete ciudades satélite alrededor de Shanghái, y otras numerosas ciudades y pueblos. El centro de la ciudad estará interconectado con las zonas periféricas mediante ferrocarriles de alta velocidad y autopistas; las ciudades satélite se conectarán por carreteras de circunvalación. Las industrias del centro de la ciudad se desplazan gradualmente hacia el exterior, y las comarcas y los pueblos se embarcan en sus propias empresas, con las plantas de procesamiento de verduras y huevos y aves de corral como foco principal. Para realizar tan vastas medidas, Jiang buscó la cooperación de inversores extranjeros y recaudó 3.200 millones de dólares en el mercado internacional de capitales, de los cuales 1.400 millones se destinaron al metro, los puentes y las infraestructuras, respectivamente; además, emitió bonos públicos para recaudar capital. En noviembre de 1986, el Consejo de Estado aprobó el plan y anunció que Shanghái se convertiría en el mayor centro industrial y comercial de Asia.
En 1986, Jiang Zemin, como alcalde, recibió a la reina Isabel II y al presidente del Consejo de Estado de la República Democrática Alemana, Erich Honecker. Como alcalde del centro económico de China, Jiang Zemin fue anfitrión de cientos de recepciones, cuestión que le ayudó a convertirse en un maestro en la búsqueda de relaciones estrechas. Además, la visita anual de Deng Xiaoping a Shanghái con motivo del Año Nuevo chino también le permitió conocer mejor las habilidades y el estilo de Jiang.
En septiembre de 1985, los estudiantes universitarios de Pekín empezaron a protestar, y en diciembre de 1986 las protestas se extendieron por todo el país, en lo que se conoció como la "ola escolar del 6 de agosto", en la que los estudiantes protestaron contra la lentitud de las reformas y la apertura, y plantearon demandas de democracia, estado de derecho y liberalización económica. La ola escolar culminó en Shanghái, donde los estudiantes de más de una docena de universidades salieron a la calle, con decenas de miles de estudiantes marchando cada día durante una semana en su punto álgido, y el resurgimiento de los carteles de grandes caracteres (populares durante la Revolución Cultural bajo los auspicios de Mao Zedong), que habían sido prohibidos desde principios de los años ochenta. Los manifestantes fueron considerados en la literatura continental como excesivamente radicales, ciegos e ignorantes, pero también se reconoció como "uno de los principales acontecimientos de la historia china" y "un signo de la transformación de los tiempos". En respuesta, Deng Xiaoping argumentó que era el resultado de la incitación de unas pocas personas y que, por tanto, la responsabilidad recaía en "aquellos con motivos ulteriores" y no en los estudiantes; Jiang Zemin y sus colegas del Comité Municipal del PCCh de Shanghái celebraron una reunión general en el Estadio de Shanghái y pidieron a todos los miembros del Partido que actuaran para silenciar las protestas. A finales de año, el orden había vuelto a la normalidad. Poco después de que se sofocara la oleada escolar, comenzó la campaña de "Liberalización Antiburguesa" y Hu Yaobang, entonces secretario general del Comité Central del PCC, fue presionado por los conservadores dentro del Partido para que dimitiera en una reunión ampliada del Buró Político del Comité Central del PCC.
El 2 de noviembre de 1987, Rui Xingwen fue elegido Secretario del Comité Central del PCC en la Primera Sesión Plenaria del XIII Comité Central del PCC, y Jiang Zemin fue elegido miembro del Politburó del Comité Central del PCC en la Primera Sesión Plenaria del XIII Comité Central del PCC y sustituyó a Rui Xingwen, que se había incorporado al Comité Central, como Secretario del Comité Municipal del PCC de Shanghái, convirtiéndose en el líder del Partido y del Estado. Los dos hombres tenían personalidades muy diferentes pero se llevaban bien, y esta estrecha relación duró todo su gobierno. En enero de 1988, dirigió una delegación de Shanghái a la provincia de Guangdong, y esta humilde petición de consejo permitió a Shanghái aprender más rápidamente del exitoso desarrollo de Guangdong y aplicar rápidamente cambios estructurales, descentralización y reformas accionariales en el sector industrial de Shanghái.
Mientras se ocupaba de la economía de Shanghái, Jiang Zemin tenía casi 63 años. Aunque tradicionalmente un alto dirigente retirado podía optar por ser vicepresidente del Comité Permanente de la Asamblea Popular Nacional o vicepresidente del Comité Nacional de la Conferencia Consultiva Política del Pueblo Chino, él prefirió ser profesor de la Universidad Jiaotong de Shanghái. Se asoció con su amigo Shen Yongyan para publicar The Rational Use of Electricity in Machinery Manufacturing Plants (El uso racional de la electricidad en las plantas de fabricación de maquinaria) y fue nombrado profesor adjunto de la Universidad Jiaotong de Shanghái el 24 de marzo de 1989, impartiendo una conferencia académica titulada Energy Development Trends and Major Energy Conservation Measures (Tendencias del desarrollo energético y principales medidas de conservación de la energía). Estaba ocupado planificando una vida alejada de la política cuando el movimiento académico de 1989, que tuvo lugar en Pekín, le empujó de nuevo al centro del torbellino político.

### 4 de junio: Período de incidencias
El 15 de abril de 1989, Hu Yaobang, antiguo secretario general del Comité Central del Partido Comunista de China, murió tras una larga enfermedad; al día siguiente, los estudiantes de la Universidad de Pekín comienzan a asaltar la plaza de Tiananmén con pancartas que exigen el fin de la corrupción y una mayor democracia y libertad de prensa. Poco después, también se iniciaron manifestaciones en la Universidad Normal de China Oriental, en Shanghái, y el gobierno de esta ciudad advirtió y controló inmediatamente el movimiento para evitar que se le fuera de las manos. Al mismo tiempo, el periódico de Shanghái World Economic Herald, dirigido por Qin Benli, comenzó a informar sobre las manifestaciones y planeó publicar una edición especial criticando la campaña de "liberalización antiburguesa" por ir en contra de la opinión pública. Jiang Zemin encargó a Zeng Qinghong, vicesecretario del Comité del PCC de Shanghái, y a Chen Zhili, ministra de propaganda de la ciudad, que investigaran e invitó a Wang Daohan, redactor jefe honorario del Herald, a persuadir a Qin para que recortara el contenido. Sin embargo, el Herald siguió publicando el número sin alterar, lo que provocó el enfado de Jiang Zemin. El Comité Municipal del Partido de Shanghái destituyó a Qin y suspendió la publicación del Heraldo, una medida decisiva que obtuvo críticas positivas de los dirigentes del partido.
En Pekín, el homenaje de los estudiantes a Hu Yaobang en la plaza de Tiananmén se fue convirtiendo en una manifestación de alcance nacional. El 26 de abril, la portada del Diario del Pueblo publicó un editorial en el que se calificaba el movimiento estudiantil de "disturbios contrarrevolucionarios iniciados por una pequeña minoría". El 2 de mayo, los estudiantes de Shanghái se manifestaron en protesta por la purga del World Economic Herald, y el 7 de mayo, Wang Dan, miembro de la Federación Autónoma de Estudiantes de Beijing, organizó un salón de la democracia para pedir la continuación de la huelga en solidaridad con los periodistas que iban a protestar contra la purga del World Economic Herald en la Asociación de Periodistas de China. La protesta de los estudiantes fue un gran éxito. La semana siguiente, los estudiantes se enzarzaron en un enfrentamiento con el gobierno por la caracterización del editorial del 26 de abril como "disturbios", seguido de una huelga de hambre. Al mismo tiempo, Zhao Ziyang, secretario general del Comité Central del PCC, que acababa de regresar de Corea del Norte, expresó su descontento con las acciones del Comité Municipal de Shanghái, mientras que el 3 de mayo miles de ciudadanos y estudiantes de Shanghái participaron en una manifestación exigiendo que el Comité Municipal del PCC de Shanghái destituyera a Jiang Zemin de su cargo de secretario y restituyera al Heraldo. Dentro del Partido Comunista, el conflicto también se intensificó gradualmente. En el fermento de horas sucesivas, los manifestantes en Shanghái llegaron a superar los 100.000, mientras que en un momento dado el número de estudiantes en huelga de hambre en las escaleras del Gobierno Municipal de Shanghái superó los 450.
El 10 de mayo, Jiang Zemin habló con Zhao Ziyang sobre la idea de suavizar el conflicto y obtuvo su aprobación. Sin embargo, para evitar la percepción de que Shanghái estaba presionada por el Gobierno Central para hacerlo, Zhao dijo que Shanghái resolvería el problema por su cuenta y que el Gobierno Central no intervendría. En la tarde del 16 de mayo, Jiang Zemin celebró un seminario para algunos intelectuales en Shanghái, en el que incluso se regañó a sí mismo. Ese mismo día, cuando Zhao Ziyang se reunió con Gorbachov, el secretario general del Partido Comunista Soviético, le reveló que Deng Xiaoping era la verdadera persona al frente del Partido, lo que provocó un distanciamiento entre Deng Xiaoping y Zhao Ziyang.
En la mañana del 20 de mayo de 1989, Deng Xiaoping se reunió con Chen Yun, Li Xiannian, Peng Zhen, Yang Shangkun, Wang Zhen, Li Peng, Qiao Shi, Yao Yilin y Song Ping en su residencia para proponer a Jiang Zemin como secretario general del Comité Central del PCC. El 23 de mayo, Jiang Zemin recibió un aviso urgente del Secretariado del Comité Central del PCC para que tomara inmediatamente un avión especial a Pekín. A su llegada al aeropuerto de Nanyuan, en Pekín, fue conducido a la Villa Xishan de Deng Xiaoping, donde éste propuso en persona a Jiang Zemin como nuevo secretario general. Esto presionó a Jiang Zemin, que recordaba muchos años después que se sentía "incómodo en las altas esferas"; sospechaba que le sería difícil afianzarse en Pekín, y su falta de "camarilla" era una ventaja valorada por los ancianos del Partido Comunista. Las habilidades políticas, la experiencia diplomática y los conocimientos de Jiang también contribuyeron a su capacidad para asumir el papel de secretario general. Tras la reunión, el presidente Yang Shangkun pidió a Jiang que mantuviera a Wan Li, presidente del Comité Permanente de la Asamblea Popular Nacional, en Shanghái para que no se pudiera revertir la ley marcial. Más tarde, Deng Xiaoping le hizo una petición similar y le elogió por su gestión de la situación. Jiang Zemin se encontró entonces con Wanli en el aeropuerto y le entregó inmediatamente "una carta de puño y letra de Deng". Jiang Zemin dio la orden de que si Wanli no aceptaba, se quedaría en Shanghái. El 29 de mayo, Jiang Zemin fue trasladado de nuevo con urgencia a Pekín, y el 31 de mayo, Deng Xiaoping dio una explicación política a Li Peng y Yao Yilin.
"En primer lugar, tiene que haber un cambio de liderazgo. La nueva dirección debe hacer sentir al pueblo una nueva cara y un liderazgo prometedor que aplique las reformas. Este es el más importante. Es una comparecencia ante el pueblo". "Si presentamos una alineación que haga sentir al pueblo que es un equipo rígido, un equipo conservador, o un equipo que el pueblo considera mediocre y que no refleja el futuro de China, habrá muchos, muchos más casos de problemas en el futuro, y entonces no habrá realmente paz para siempre". "En segundo lugar, tenemos que hacer algunas cosas de forma sólida para demostrar que estamos realmente en contra de la corrupción y no es una farsa". "¡Yo tampoco estoy contento con la corrupción!" "Lo que pasa con la corrupción, cuando se pilla, se pueden pillar casos importantes, es que muchas veces no podemos echar mano de ella. Esto hace que se pierdan los corazones y las mentes y que la gente piense que albergamos la corrupción. Es un obstáculo que tenemos que superar y cumplir". "Espero que podamos estar bien unidos con el camarada Jiang Zemin como núcleo. Mientras este colectivo de líderes esté unido y se apegue a la reforma y la apertura, aunque se desarrolle sin problemas y de forma constante durante algunas décadas, China cambiará fundamentalmente."
La gestión de Jiang Zemin del Incidente del Cuatro de Junio le permitió llegar al nivel central: durante el movimiento escolar, Pekín acabó con medios violentos y víctimas civiles, mientras que el resultado de Shanghái fue relativamente más suave y menos violento; también fue decisivo en su represión de los Guardianes. Los patriarcas del PCCh (Deng Xiaoping, Chen Yun, Li Xiannian, Yang Shangkun y Bo Yibo) apreciaron mucho a Jiang Zemin y votaron para sustituir a Zhao Ziyang por Jiang Zemin como nuevo secretario general del Comité Central del PCCh. Nombrado por Li Xiannian, recomendado por Chen Yun y aceptado por Deng Xiaoping, Jiang Zemin se convirtió en el nuevo sucesor, un compromiso entre los frentes de Deng Xiaoping y Chen Yun. Por otro lado, Zhao Ziyang fue destituido de todos los cargos dentro y fuera del Partido por provocar el descontento de Deng Xiaoping, Chen Yun, Li Xiannian y otros patriarcas. Finalmente, pasó los últimos 15 años de su vida bajo arresto domiciliario y murió en 2005. Después de que Zhao Ziyang dimitiera, afirmó en sus memorias, La historia de la reforma, que Jiang Zemin no estaba satisfecho con su planteamiento de que "Shanghái resolviera el asunto por su cuenta sin que el Gobierno Central se inmiscuyera", y que éste era uno de los pecados de Zhao por apoyar el movimiento estudiantil.

### Ascendido a secretario general
Después de que el incidente del 4 de junio se calmara, el Comité Central del Partido Comunista de China (PCC) convocó la Cuarta Sesión Plenaria del 13.º Comité Central del PCC en el Hotel Beijing West del 23 al 24 de junio. El pleno examinó y aprobó el Informe sobre los errores del camarada Zhao Ziyang en la agitación antipartidista y antisocialista, presentado por Li Peng, miembro del Comité Permanente del Buró Político del Comité Central del Partido Comunista de China y primer ministro del Consejo de Estado, en nombre del Buró Político del Comité Central del PCC. El pleno decidió revocar los cargos de Zhao Ziyang como secretario general del Comité Central, miembro del Comité Permanente del Buró Político del Comité Central del PCC, miembro del Buró Político del Comité Central del PCC, miembro del Comité Central y primer vicepresidente de la Comisión Militar Central, y mantenerlo bajo control. Al mismo tiempo, el Pleno hizo los ajustes necesarios en algunos miembros de los órganos directivos del Comité Central, incluyendo la cooptación de Jiang Zemin, Li Ruihuan y Song Ping como miembros del Comité Permanente del Buró Político Central, siendo Jiang Zemin, entonces de 62 años, elegido al mismo tiempo secretario general del Comité Central. En la reunión, Jiang Zemin habló de la necesidad de adherirse a la reforma y la apertura.
Me gustaría hacer dos afirmaciones muy claras: una es ser inquebrantable e inamovible; la otra es ser totalmente aplicado y coherente.
En julio de 1989, Jiang Zemin, que ya había sido secretario general, dejó de ser secretario del Comité del Partido Comunista de China en Shanghái y fue sustituido por Zhu Rongji, vicesecretario y alcalde.
Sin embargo, este nombramiento no fue feliz para la familia de Jiang. Los principales medios de comunicación occidentales no vieron con buenos ojos la sucesión de Jiang, citando los malos resultados de los sucesores de Mao y Deng (Liu Shaoqi, Lin Biao, Hua Guofeng, Hu Yaobang, Zhao Ziyang). Argumentan que podría ser un gobierno sucesor interino. Jiang Zemin también tiene que enfrentarse a las reformas económicas y políticas que se han estancado desde el 4 de junio; la economía de propiedad mixta se ha vuelto a desbaratar y la inversión extranjera casi se ha agotado. En el plano personal, su familia y amigos seguían en Shanghái, rodeados de colegas con más experiencia que él en el gobierno central; no tenía ninguna red de apoyo de contactos en la cúpula militar y gubernamental, ni equipo personal por debajo de él. Al recordar este episodio, Jiang Zemin comentó: "Me sentí como si estuviera al borde de un abismo y sobre hielo delgado".
En agosto de 1989, Jiang Zemin visitó Shanghái, acompañado por sus colegas Zhu Rongji, Wu Bangguo y Chen Zhili (todos ellos trasladados posteriormente al Comité Central), durante la cual nombró a Zeng Qinghong (hijo de Zeng Shan), vicesecretario del Comité del PCC de Shanghái, como subdirector de la Oficina General del Comité Central del PCC, y poco después a su secretario Jia Ting'an como director de la Oficina del Secretario General. Los esfuerzos de liderazgo de Jiang Zemin también fueron reconocidos y apreciados por Deng Xiaoping. Deng Xiaoping dijo: "El núcleo dirigente encabezado por el camarada Jiang Zemin ha estado trabajando eficazmente". El 4 de septiembre, Deng Xiaoping presentó su dimisión como Presidente de la Comisión Militar Central. El 9 de noviembre, a los entonces 85 años de edad, Deng Xiaoping se retiró después de la Quinta Sesión Plenaria del XIII Comité Central del PCC, y Jiang Zemin El 19 de marzo de 1990, Jiang fue elegido presidente de la Comisión Militar Central de la República Popular China en la Tercera Sesión de la Séptima Asamblea Popular Nacional. Sin embargo, Deng Xiaoping siguió siendo el líder principal de China, y dispuso que los hermanos Yang Shangkun y Yang Baibing se convirtieran en vicepresidente de la Comisión Militar Central del Partido Comunista de China y en secretario general de la Comisión Militar Central y director del Departamento de Política General, respectivamente.
En cuanto al entorno exterior, los nuevos dirigentes chinos seguían enfrentándose a un colapso en forma de dominó del campo socialista a medida que avanzaba la evolución pacífica. los dramáticos cambios en Europa del Este en 1989 también tuvieron un gran impacto en el sistema socialista. en marzo de 1990, Jiang Zemin eligió la República Popular Democrática de Corea para su primera visita al extranjero como secretario general; al mismo tiempo, mantuvo sus contactos con los círculos académicos y periodísticos El 1 de septiembre de 1990, durante una visita a Xinjiang, Jiang Zemin dijo: "Nuestra gran nación china está formada por más de 50 grupos étnicos. En la gran familia de nuestra patria, la relación entre los diversos grupos étnicos es un nuevo tipo de relación étnica socialista de igualdad, solidaridad y ayuda mutua. Todos los grupos étnicos respiran juntos, comparten el mismo destino y están unidos por el corazón; nadie puede separarse de nadie". A principios de 1991, Jiang Zemin encabezó una delegación a la Unión Soviética, pero no se llegó a ningún acuerdo sobre la venta de aviones y tecnología militar, y en agosto se produjo un golpe de Estado en la Unión Soviética (el Incidente del 19 de agosto), que provocó el encarcelamiento de Gorbachov, secretario general del Comité Central del Partido Comunista de la Unión Soviética y presidente de la Unión Soviética. La Unión Soviética se vio profundamente sacudida por los dirigentes chinos; Jiang Zemin atribuyó el fracaso de la Unión Soviética a su incapacidad para afrontar las complejas relaciones interétnicas. También creía que la Unión Soviética había puesto demasiado énfasis en la reforma política en lugar de en la economía. Por lo tanto, el Comité Central del PCC creía que solo la prosperidad económica podía preservar la posición del PCC en el poder.
A principios de 1992, Deng Xiaoping realizó una gira por el sur y reiteró la importancia de la reforma y la apertura para contrarrestar el creciente conservadurismo dentro del PCCh, e impulsó al Comité Central del PCCh y a todos los niveles de gobierno a cambiar su enfoque para acelerar la reforma económica y el desarrollo. Durante su gira por el sur, Deng Xiaoping había convocado una reunión militar de alto nivel en Zhuhai, a la que asistieron Yang Shangkun Liu Huaqing, vicepresidente de la Comisión Militar, y Yang Baibing, secretario general de la Comisión Militar, pasando por alto Jiang Zemin, Presidente de la Comisión Militar. En la reunión, Deng Xiaoping reiteró: "Quien no se reforme, dimitirá" ....... "Nuestros líderes parecen estar haciendo algo, pero no hacen nada útil". La fuerte alineación de líderes militares presentes en la reunión demostró la voluntad de la jerarquía militar de abrazar a un nuevo líder si era necesario, y el 24 de febrero el Diario del Pueblo hizo un informe de respuesta que obligó a Jiang Zemin, entonces secretario general del Comité Central del PCC, a apoyar públicamente las políticas de reforma y apertura de Deng Xiaoping, que ya no ocupaba ningún cargo público o del partido; y el Politburó del Comité Central del PCC emitió una decisión formal relacionada con principios de marzo de ese año que restablecía la dirección de la reforma y la apertura. Ese mismo año, el PIB de China creció hasta el 12,8%, muy por encima de la estimación anterior del 6%; y desde 1992, la tasa de crecimiento económico de China ha sido sistemáticamente la primera del mundo. El 21 de septiembre, Jiang Zemin presidió una reunión del Comité Permanente del Buró Político del Comité Central del PCC, que aprobó formalmente el proyecto espacial tripulado de China.

### Dos mandatos consecutivos como secretario general
El 12 de octubre de 1992 se celebró el XIV Congreso Nacional del Partido Comunista de China (PCC), que estableció la "construcción del socialismo con características chinas" como ideología rectora del PCC. Jiang Zemin también propuso que la economía creciera entre un 8 y un 9% anual hasta el año 2000, y que se acelerara el Plan Antorcha, que aplicaba la estrategia de desarrollo del país a través de la ciencia y la educación. El Congreso del Partido dio lugar a un Comité Permanente del Politburó más joven y reformista, que incluía al recién ascendido vice primer ministro Zhu Rongji y al secretario del Secretariado Hu Jintao, y a la supresión del Comité Consultivo Central del PCC; todas estas medidas reforzaron el poder de decisión y la flexibilidad de liderazgo de Jiang. Jiang Zemin también reforzó su poder en todos los ámbitos al convertirse en jefe del Grupo Central de Dirección del Partido para Asuntos Financieros y Económicos, del Grupo Central de Dirección para Asuntos Exteriores y del Grupo Central de Dirección para el Trabajo en Taiwán, lo que le otorgó responsabilidad directa en la toma de decisiones. Además, su antiguo colega Wu Bangguo, secretario del Comité Municipal de Shanghái, y el ministro de Asuntos Exteriores Qian Qichen entraron en el Politburó; Ding Guangen se convirtió en jefe del Departamento de Publicidad del Partido Comunista de China.
En la primera sesión de la 8.ª Asamblea Popular Nacional de 1993, Jiang Zemin fue elegido Presidente de la República Popular China, en sustitución de Yang Shangkun, con el apoyo de 2.909 votos. En marzo de ese mismo año, ascendió a Zeng Qinghong a la dirección de la Oficina General del Comité Central del PCC, convirtiéndose en el jefe de gabinete del secretario general; en julio, Zhu Rongji, vice primer ministro del Consejo de Estado, fue nombrado por el CNP para ejercer también como gobernador del Banco Popular de China, responsable de la entonces grave inflación. Anteriormente, la Asociación para las Relaciones a través del Estrecho de Taiwán (con Wang Daohan como presidente) y la Fundación de Intercambio del Estrecho (con Koo Chen-fu como presidente), autorizadas por los gobiernos de ambos lados del Estrecho de Taiwán respectivamente, celebraron las conversaciones Wang-Koo y alcanzaron el Consenso de 1992 sobre la base de las conversaciones de Hong Kong de 1992, lo que dio lugar a la comunicación y los intercambios a través del Estrecho. El 17 de noviembre del mismo año, Jiang Zemin visitó Estados Unidos y se reunió con el nuevo presidente estadounidense Bill Clinton, que, aunque fue una primera reunión muy formal e improductiva, dio lugar a un intercambio entre ambas partes. " y firmaron una serie de acuerdos sobre cooperación militar y demarcación de fronteras. En septiembre de 1994, visitó Rusia, Ucrania y Francia, estableciendo una "asociación constructiva" entre China y Rusia y firmando una serie de acuerdos sobre cooperación militar y demarcación de fronteras
En 1995, con el estallido del suicidio del vicealcalde de Pekín, Wang Baosen, el secretario del Partido de Pekín, Chen Xitong, también fue destituido de su cargo en un caso de soborno; Jiang Zemin también utilizó el caso para limpiar los casos de corrupción en el sistema político. Ese mismo año, el presidente de la República de China, Lee Teng-hui, visitó Estados Unidos y el Comité Central del Partido Comunista de China, bajo el mando de Jiang Zemin, adoptó una postura dura, impulsando ejercicios militares y provocando la tercera crisis del estrecho de Taiwán. Tras un breve periodo de distensión y las segundas conversaciones de Wang Koo, en 1999 Lee planteó la teoría de los dos estados y reavivó las tensiones a través del estrecho. 
Poco después de la muerte de Deng Xiaoping, Jiang Zemin pronunció un discurso en la ceremonia de graduación del curso de formación de cuadros provinciales y ministeriales de la Escuela del Partido del Comité Central del Partido Comunista de China, el 29 de mayo de 1997, en el que expuso sistemáticamente su filosofía de gobierno y criticó duramente a la "izquierda". "Después de eso, se desencadenó una ola de críticas a la "izquierda" y a la profundización de la economía de mercado en la China continental. El 12 de septiembre de ese mismo año se celebró el XV Congreso Nacional del Partido Comunista de China, en el que Jiang Zemin propuso el objetivo de doscientos años de lucha, revisó la teoría de los tres aspectos favorables y subrayó que China se encontraba en la "etapa primaria del socialismo". El Congreso incluyó formalmente la teoría de Deng Xiaoping como ideología rectora del Partido en su constitución. A partir de entonces, fue difícil para todas las fuerzas de China desafiar fundamentalmente la política de "adhesión a la reforma y la apertura y desarrollo de una economía de mercado". Entre las reformas concretas, destacó la reestructuración de las empresas estatales chinas en sociedades anónimas y la importancia del capital y los instrumentos modernos del mercado financiero, mientras que en la reforma política interna del Partido se adoptó por primera vez el voto secreto en la elección de los miembros del Comité Central del PCC.
En marzo de 1998, en la primera reunión de la Novena Asamblea Popular Nacional (APN), celebrada en Pekín, Jiang fue reelegido presidente con 2.882 votos a favor, cuatro en contra y tres abstenciones, lo que supuso un porcentaje de votos del 97,79%, con Zhu Rongji como primer ministro del Consejo de Estado y Li Peng como presidente del Comité Permanente de la APN, tal y como se decidió en el XV Congreso del PCC, celebrado en otoño de 1997. Hu Jintao, un joven miembro del Comité Permanente del Politburó, se convirtió en vicepresidente de la República Popular China, lo que le convirtió en el candidato más fuerte para sucederle. El nuevo gobierno y el Politburó Central introdujeron nuevos y más fuertes cambios en las medidas de reforma de Jiang Zemin. Zhu Rongji dirigió la reforma institucional del Consejo de Estado, racionalizando los organismos, optimizando las funciones y suprimiendo once ministerios y casi medio millón de funcionarios locales, y resistió con éxito la crisis financiera asiática y las inundaciones de 1998 en China.
El 22 de julio de 1998, Jiang Zemin anunció, en una conferencia contra el contrabando celebrada conjuntamente por los cuatro cuarteles generales del EPL en Pekín, que "el Gobierno Central ha decidido que las fuerzas militares y de la policía armada deben limpiar seriamente las diversas empresas comerciales dirigidas por sus unidades y que no se dedicarán a actividades comerciales". El Gobierno Central también ha decidido que los departamentos políticos y jurídicos locales también deben limpiar seriamente todo tipo de empresas comerciales dirigidas por sus unidades y no se dedicarán a actividades comerciales en el futuro." El 15 de diciembre de 1998, se desvincularon todas las empresas dirigidas por los militares y las fuerzas armadas de policía, y los militares y las fuerzas armadas de policía se retiraron formalmente del sector comercial. Al mismo tiempo, la desvinculación de las empresas dirigidas por las dos cámaras y los tres ministerios (los tribunales, las fiscalías, los ministerios de seguridad pública, justicia y seguridad del Estado) también entró en la fase final.
En 1999 se produjeron dos incidentes: el bombardeo de la embajada china en Belgrado, capital de la República Federal de Yugoslavia, por parte de la OTAN liderada por Estados Unidos, durante la guerra de Kosovo (el incidente del 8 de mayo), y la acusación del Congreso de Estados Unidos al gobierno chino de robar secretos nucleares estadounidenses (el caso Li Wenhe). El incidente del 8 de mayo provocó manifestaciones antiestadounidenses en China, y la opinión pública acusó a Jiang Zemin de ser demasiado blando con Estados Unidos. Sin embargo, con la iniciativa de los líderes chinos y estadounidenses, China y Estados Unidos aún aceleraron el proceso de solicitud de adhesión de China a la Organización Mundial del Comercio. En noviembre de ese mismo año, se lanzó con éxito la Shenzhou-1, lo que supuso el éxito del programa espacial tripulado chino aprobado por Jiang Zemin en 1992. Ese mismo año, el Comité Central y el Gobierno Central iniciaron una campaña masiva de lucha contra la corrupción, que incluyó el caso del megacontrabando de Xiamen Yuanhua, en el que estaban implicados cientos de funcionarios, y el caso de Hu Changqing, vicegobernador del Gobierno Popular Provincial de Jiangxi, que se convirtió en el primer alto funcionario viceprovincial condenado a muerte por un tribunal por cargos de corrupción en la República Popular China tras la reforma y apertura del país.
El 25 de febrero de 2000, Jiang Zemin pronunció un discurso durante su visita a Gaocheng, provincia de Guangdong, en el que expuso el importante pensamiento de los "Tres Representantes". Ese año, Jiang Zemin empezó a centrar las reformas de China en la parte central y occidental del país, lo que llevó a la decisión de desarrollar la región occidental, lo que dio lugar a cuatro grandes proyectos: el Transporte de Electricidad Oeste-Este, el Trasvase de Agua Sur-Norte, el Transporte de Gas Oeste-Este y el Ferrocarril Qinghai-Tíbet, para hacer frente a la creciente disparidad entre ricos y pobres en China. Ese mismo año, Cheng Kejie, vicepresidente del Comité Permanente de la Asamblea Popular Nacional, fue condenado a muerte, convirtiéndose en el funcionario de más alto rango jamás condenado a muerte por un tribunal por cargos de corrupción. 13 de julio de 2001, China consiguió el derecho a organizar los Juegos Olímpicos de verano de 2008 y se incorporó con éxito a la Organización Mundial del Comercio el 11 de diciembre del mismo año. El 11 de septiembre de 2001, cuando Estados Unidos sufrió ataques terroristas, Jiang Zemin tomó la iniciativa  de llamar al presidente de EE. UU., George W. Bush, para expresarle sus condolencias tras los atentados terroristas en EE. UU., y el gesto proactivo de buena voluntad de China impulsó a EE. UU. a reparar las relaciones entre ambos países tras el choque de 2001.  El 1 de julio de 2001, Jiang Zemin pronunció un discurso en el 80.º aniversario de la fundación del Partido Comunista de China, en el que propuso que los empresarios privados pudieran afiliarse al Partido.

### Persecución a Falun Gong
En junio de 1999, Jiang estableció un departamento extralegal, la Oficina 610, para reprimir a Falun Gong. Cook y Lemish afirman que esto se debió a que a Jiang le preocupaba que el nuevo movimiento religioso popular se estuviera "infiltrando silenciosamente en el PCCh y en el aparato del Estado". El 20 de julio, las fuerzas de seguridad arrestaron a miles de practicantes de Falun Gong a los que identificaron como líderes. La persecución que siguió se caracterizó por una campaña de propaganda en todo el país, así como por el encarcelamiento arbitrario a gran escala y la reeducación coercitiva de los practicantes de Falun Gong, lo que a veces provocó la muerte debido a los malos tratos durante la detención.

### Retirada de la política y últimos años
El 15 de noviembre de 2002, Jiang Zemin, que había alcanzado la edad de 76 años, renunció a su cargo de Secretario general del Comité Central del Partido Comunista de China en la Primera Sesión Plenaria del 16.º Comité Central del PCC y fue sustituido por Hu Jintao. Su teoría de los Tres Representantes, que había sido debatida durante mucho tiempo en el seno del Partido, también se incluyó en la Constitución del Partido Comunista de China en el XVI Congreso Nacional del PCC. En la primera sesión de la Décima Asamblea Popular Nacional, celebrada en 2003, Hu Jintao asumió la presidencia, mientras que Jiang Zemin permaneció como presidente de la Comisión Militar Central. El 14 de marzo de 2004, la teoría de los Tres Representantes se incorporó a la Constitución de la República Popular China en la segunda sesión de la Décima Asamblea Popular Nacional.
El 1 de septiembre de 2004, a la edad de 78 años, Jiang Zemin escribió al Buró Político del Comité Central del PCCh solicitando su dimisión como Presidente de la Comisión Militar Central del Partido Comunista de China. El 19 de septiembre, la Cuarta Sesión Plenaria del 16.º Comité Central del PCCh aceptó la dimisión de Jiang Zemin y decidió que Hu Jintao tomara el relevo. El 8 de marzo de 2005, Jiang Zemin aceptó su dimisión como Presidente de la Comisión Militar Central de la República Popular China tras la decisión de la Tercera Sesión del X PCN. Se retiró y posteriormente le sucedió Hu Jintao. A partir de entonces, y hasta 2007, Jiang Zemin siguió siendo miembro del Presidium de varias sesiones de la Asamblea Popular Nacional y miembro clave del Presidium del XVII Congreso Nacional del Partido Comunista de China, participando en todos los Congresos del Partido y las Asambleas Populares Nacionales.
Después de retirarse, Jiang Zemin siguió apareciendo junto a otros líderes en las principales reuniones y fue transmitido oficialmente en segundo lugar después del entonces secretario general. En enero de 2013, Jiang Zemin solicitó al Comité Central del PCCh un cambio en el orden del protocolo para colocarse junto a sus camaradas retirados. Entre las ocasiones a las que ha asistido Jiang Zemin se encuentran: el memorial del terremoto de Wenchuan, los Juegos Olímpicos de Pekín de 2008, el 60.º aniversario de la conferencia del Día Nacional, el memorial del terremoto de Yushu, el 100.º aniversario de la conferencia de la Revolución de Xinhai, el concierto de celebración del 65.º aniversario de la fundación de la República Popular China, el 65.º aniversario de la recepción del Día Nacional, la conferencia de conmemoración del 70.º aniversario de la victoria de la Guerra de Resistencia del Pueblo Chino contra Japón y la Guerra Mundial Antifascista, el 19.º Ceremonias de apertura y clausura del Congreso Nacional, la ceremonia de despedida de Li Peng y el congreso para celebrar el 70.º aniversario de la fundación de la República Popular China.
Tras su jubilación, Jiang vivió en Shanghái la mayor parte de su vida, en su piso cerca del campus Xuhui de la Universidad Jiao Tong de Shanghái. El 23 de abril de 2009, Jiang Zemin regresó a Hangzhou para visitar la Corporación de Ingeniería Unida de China (antiguo Segundo Instituto de Diseño e Investigación del Ministerio de Industria de la Maquinaria), donde había trabajado, y durante un debate con los cuadros y el personal de la unidad, hizo un breve resumen de su trabajo durante sus diez años como jefe del gobierno central: "Llevo más de diez años en Pekín. No hay mucho más, pero sobre todo tres cosas. Una, el establecimiento de una economía de mercado socialista. En segundo lugar, la inclusión de la teoría de Deng Xiaoping en la constitución del Partido. La tercera son los "Tres Representantes". Si hay un logro más, es que al ejército no se le permitió dedicarse a los negocios, y esto tuvo mucho que ver con el destino del ejército. Porque entonces serví durante otro año y ocho meses, lo mismo que había servido como presidente de la comisión militar durante 15 años en el ejército. Asimismo hubo la lucha contra las inundaciones en el 98, que también fue enorme. Pero todo esto es secundario,lo principal son esas tres cosas". Igualmente visitó el lago Shouxihu, el monte Tai, el Museo Nacional de China y la Universidad de Ciencia y Tecnología de Shanghái.
Después de jubilarse, Jiang Zemin también ha conseguido logros académicos. El 10 de agosto de 2006, se publicó la Selección de Escritos de Jiang Zemin (volúmenes I-III). En marzo de 2008, Jiang Zemin publicó un artículo académico, "Reflexiones sobre los problemas energéticos de China" en la Revista de la Universidad Jiaotong de Shanghái, n.º 3, 2008; y en octubre del mismo año, apareció otro artículo en la misma publicación, n.º 10, 2008, titulado "Nuevo El desarrollo de la industria china de las tecnologías de la información en la nueva era".
Por otro lado, desde que Xi Jinping se convirtió en el secretario general del XVIII Congreso del Partido Comunista en 2012, han comenzado a surgir "almejas de película" en la Internet china, en la que algunos internautas tienden a recordar a Jiang Zemin e imitar sus palabras y acciones, dando lugar a diversas culturas populares.

### Fallecimiento
Jiang Zemin falleció el 30 de noviembre de 2022 a causa de una leucemia y un fallo multiorgánico en Shanghái, a los 96 años de edad.
El día de la muerte de Jiang, el gobierno emitió un aviso de que las banderas nacionales ondearían a media asta en lugares clave de Beijing y en las misiones diplomáticas en el extranjero. Los extranjeros no fueron invitados a asistir a las actividades oficiales de duelo.